# Eidsfjorden (Vesterålen)
 For alternative betydninger, se Eidsfjorden. (Se også artikler, som begynder med Eidsfjorden)
Eidsfjorden er en fjord i Vesterålen i  Nordland fylke  i Norge. Fjorden er 25 kilometer lang og den danner et skel mellem den østlige og den vestlige del af Langøya.
Fjordens navn kan have betydningen «fjorden med de mange eider». Disse er: eidet mod Sortlandsundet over Holmstaddalen, Vikeidet mod Vikosen i Sortlandssundet, Frøskelandseidet mod Steinlandsfjorden og Lifjorden, eidet mod Romsetfjorden, Skjellfjordeidet mellem fjordarmen Bjørndalsfjorden og Skjellfjorden, og eidet mellem fjordarmen Olderfjorden og Ånnfjorden.
Størstedelen af fjorden er i dag i Sortland kommune. Denne indre del blev overført fra Hadsel til Sortland i 1963. Den ydre østlige del hører stadig til Hadsel kommune. Den ydre vestlige del af fjorden tilhører Bø kommune. Bunden af Bjørndalsfjorden, aller inderst i den vestlige del af Eidsfjorden, ligger i Øksnes kommune.
Inderst i Eidsfjorden ligger Frøskeland, som er knudepunkt for flere veje i området. Riksvei 820 passerer den indre del af fjorden på vej fra Sortland til Bø. Riksvei 821 går fra Frøskeland mod Øksnes. Der går også fylkesvej fra Frøskeland via Holmstad og Slottnes til Sandnes (ved Hadselbrua). I vest når vejnettet i Bø fram til Guvåg yderst i Eidsfjorden.

## Historie
Eidsfjorden var tidligere kendt som en fantastisk sildefjord. I sidste halvdel af 1800-tallet var sildefiskeriet så godt og aktiviteten i fjorden så stor at stedet Sildpollen havde den næsttravleste telegrafstation i landet. Dette var baggrunden for at Den Indre Sjømannsmisjon blev stiftet.
Der findes to kirker i Eidsfjorden. På Holmstad i Sortland ligger Indre Eidsfjord kirke. På Grønning i Hadsel, længere ude i fjorden, ligger Grønning kirke (også kaldt Ytre Eidsfjord kirke).
Et kendt landemærke på vestsiden af Eidsfjorden er fjeldet Reka på 605 moh.
Størstedelen af Eidsfjordens vestside er i dag fraflyttet, men flere gamle huse bliver stadig vedligeholdt og brugt som fritidshuse. Dette er den eneste del af Sortland kommune som ikke har vejforbindelse.

## Kendte personer fra Eidsfjorden
- Lars Gundersen (1924 - 2014), sanger og dirigent
- Jentoft A. Lahaug, digter
- Sturla Davidsen (1964-), tidligere verdensmester og europamester i styrkeløft